# Air China Cargo
Air China Cargo ist eine chinesische Frachtfluggesellschaft mit Sitz in Peking und Basis auf dem Flughafen Peking. Sie ist ein Tochterunternehmen der Air China.

## Geschichte
Die Fluggesellschaft wurde am 12. Dezember 2003 gegründet und nahm kurze Zeit später ihren Flugbetrieb auf.
Im Mai 2011 beschlossen die Eigentümer auf Grund der Neustrukturierung ihres Frachtgeschäftes den Ausbau der Air China Cargo.
2013 waren rund 4000 Mitarbeiter beschäftigt. 
Air China Cargo transportiert Luftfracht nicht nur mit den eigenen Frachtern, sondern besitzt auch das alleinige Nutzungsrecht für die Frachträume aller Passagiermaschinen der Air China, sodass nicht durch Passagiergepäck belegte Bereiche des Frachtraums mit Luftfracht aufgefüllt werden können.

## Besitzverhältnisse
Die Fluggesellschaft befindet sich zu 51 % in Besitz der Air China, zu 25 % der Cathay Pacific und gehört zu 24 % dem Flughafen Peking.

## Flugziele
Im deutschsprachigen Raum wird derzeit nur Frankfurt angeflogen, eine Verbindung nach Hahn wurde 2014 aufgenommen und nach nur drei Monaten wieder eingestellt. Es werden europaweit weitere Ziele bedient, unter anderem der Flughafen Saragossa in Spanien.

## Flotte

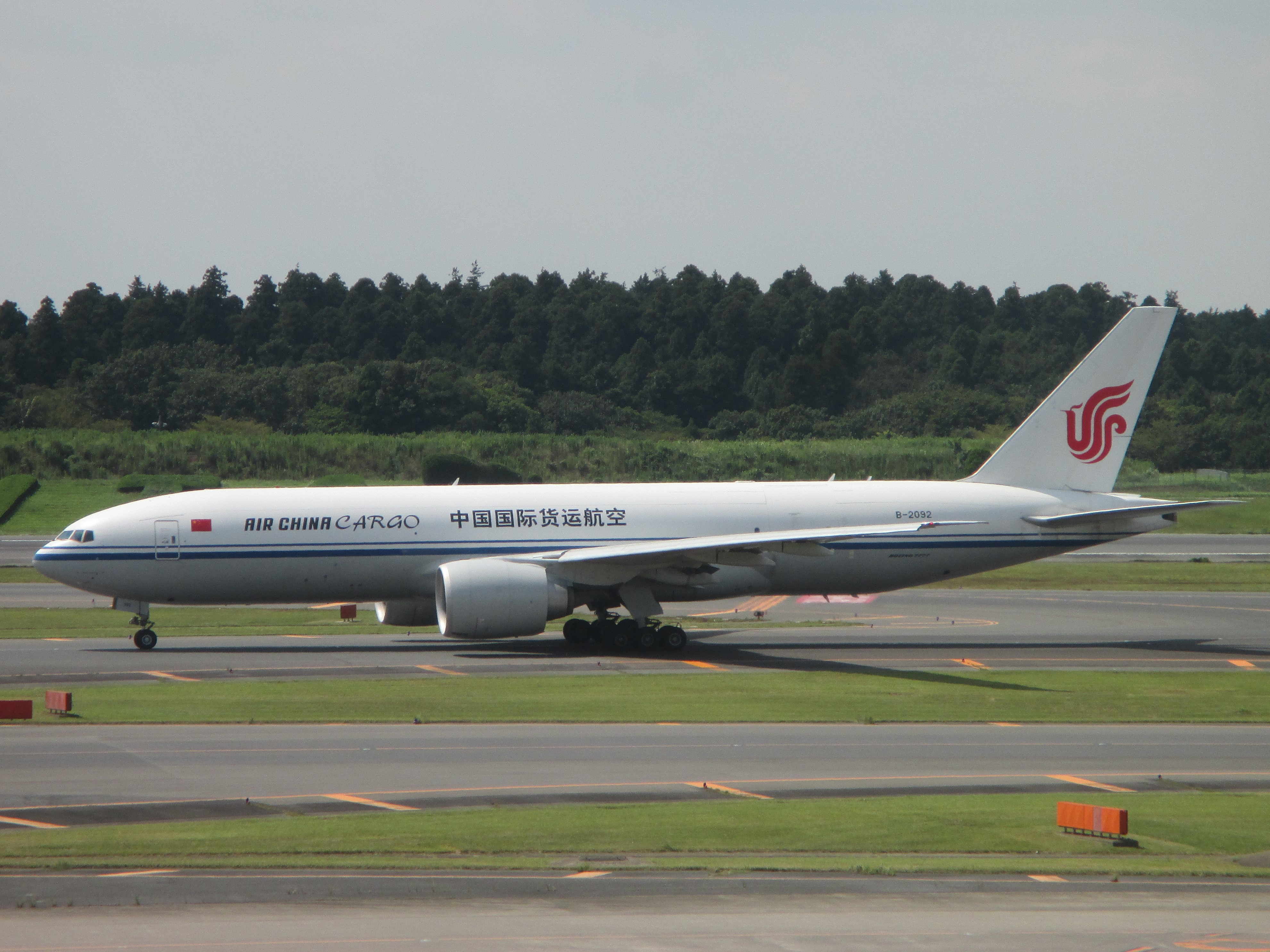
Boeing 777F der Air China Cargo

Mit Stand Dezember 2024 besteht die Flotte der Air China Cargo aus 17 Flugzeugen mit einem Durchschnittsalter von 12,0 Jahren:
| Flugzeugtyp        | Anzahl | bestellt | Anmerkungen  | Durchschnittsalter |
| ------------------ | ------ | -------- | ------------ | ------------------ |
| Airbus A330-200P2F | 03     | 5        |              | 17,3 Jahre         |
| Boeing 747-400F    | 03     |          | eine inaktiv | 22,5 Jahre         |
| Boeing 777F        | 11     | 2        |              | 7,8 Jahre          |
| Gesamt             | 17     | 7        |              | 12,0 Jahre         |

### Ehemalige Flugzeugtypen
- Boeing 747-200F
- Boeing 757-200F
- Tupolew Tu-204C